# ماكوتو (ممثلة)
ماكوتو (باليابانية: 真琴) هي مصارعة محترفة وممثلة يابانية، ولدت في 26 سبتمبر 1989 في كوبه في اليابان.

## روابط خارجية
- ماكوتو (ممثلة) على موقع CageMatch worker (الإنجليزية)